# Paul Schweifer
Paul Schweifer (* 30. März 1914 in Kleinhöflein; † 21. November 1941 in Tim) war ein österreichischer Boxer.
Paul Schweifer vertrat Österreich bei den XI. Olympischen Spielen 1936 in Berlin, wo er in der Halbschwergewichtsklasse bereits im Vorkampf gegen den Dänen Børge Holm ausschied und damit Platz 16 belegte.